# Монти, Чезаре
Чезаре Монти (итал. Cesare Monti; 15 мая 1594, Милан, Миланское герцогство — 16 августа 1650, там же) — итальянский куриальный кардинал и папский дипломат. Асессор Верховной Священной Конгрегации Римской и Вселенской инквизиции с 1 октября 1624 по 18 июля 1635. Апостольский нунций в Неаполе с 7 апреля 1627 по 29 мая 1628. Титулярный латинский патриарх Антиохийский с 19 ноября 1629 по 28 ноября 1633. Апостольский нунций в Испании с 1 марта 1630 по 31 января 1634. Архиепископ Милана с 20 декабря 1632 по 16 августа 1650. Кардинал in pectore c 19 ноября 1629 по 28 ноября 1633. Кардинал-священник с 28 ноября 1633, с титулом церкви Санта-Мария-ин-Траспонтина с 6 августа 1634 по 16 августа 1650.